# NGC 7318-2

## Зіткнення галактик
Астрономи сфотографували велике галактичні зіткнення [Архівовано 11 липня 2009 у Wayback Machine.], в якому бере участь чотири скупчення. Фотографії та короткий опис зображень доступні на сайті NASA. Дані зображення є результатом композиції кількох фотографій у псевдокольорах, зроблених в різних діапазонах електромагнітного випромінювання. У зборі фотографій для створення зображення брало участь кілька телескопів. Так, в оптичному діапазоні зіткнення галактик спостерігалося за допомогою розташованого на Гавайских островах CFHT. Рентгенівське випромінювання реєструвалося за допомогою орбітальної обсерваторії Chandra. 
На фото зображені галактики NGC 7317, NGC 7318a, NGC 7318b і NGC 7319. Крім цього на задньому тлі є галактика NGC 7320, яка не входить в цю групу і в зіткненні не бере участі. Скупчення галактик розташовується на відстані 280 мільйонів світлових років від Землі. 
NGC 7318b проходить через інші три галактики зі швидкістю приблизно 3 мільйона кілометрів на годину. Цей рух породжує в межзоряному середовищі ударні хвилі. В результаті газ і пил, що наповнює галактики, світяться в рентгенівському діапазоні. Рентгенівське випромінювання представлено на ілюстрації синім кольором.
Дослідники припускають, що, принаймні, за частину рентгенівського випромінювання несуть відповідальність подвійні системи, які повинні були утворитися в місцях зіткнень у великій кількості. У деяких з цих систем один з компаньйонів — нейтронах зірка, яка краде матерію у свого сусіда. Падаючи на нейтронних зірку, матерія випромінює в рентгенівському діапазоні. 
Зіткнення галактик є досить звичною справою. Так, «всього» два мільярди років тому Чумацький Шлях зіткнувся з одним зі своїх сусідів. А зовсім недавно астрономам вдалося зареєструвати масивніше зіткнення. На відстані приблизно 5,4 мільярда світлових років від Землі телескопи зареєстрували «аварію», до якої потрапили не окремі галактики, а їхні скупчення.